# Lagundo
Lagundo (németül: Algund) egy település Olaszországban, Bolzano autonóm megyében. Lakosainak száma 4964 fő (2023. január 1.). Lagundo Marlengo, Naturno, Plaus, Lana, Merano, Parcines és Tirolo községekkel határos.

## Gazdaság
Itt gyártják 1857 óta a Forst sört.

## Népesség
A település népességének változása:
| Lakosok száma | 5007 | 5042 | 5046 | 4964 |
|               | 2013 | 2017 | 2018 | 2023 |